# Max-Eyth-Gedenkmünze
Die Max-Eyth-Gedenkmünze wurde 1950 von der Max-Eyth-Gesellschaft für Agrartechnik zur Anerkennung hervorragender Einzelleistungen der agrartechnischen Entwicklung gestiftet.
Nach dem Zusammenschlusses der ‚Max-Eyth-Gesellschaft für Agrartechnik‘ mit der ‚VDI-Gesellschaft Agrartechnik‘ zur ‚Max-Eyth-Gesellschaft Agrartechnik im VDI‘ 1995 wurde die Max-Eyth-Gedenkmünze in eine VDI-Ehrung überführt.
Die Max-Eyth-Gedenkmünze wird seit 1995 von der Max-Eyth-Gesellschaft Agrartechnik im VDI verliehen.
Die gegossene Bronzeplakette trägt auf der Vorderseite das Bildnis von Max Eyth, auf der Rückseite die stilisierte Darstellung einer ägyptischen Pyramide, der Sphinx und eines Traktors mit der Umschrift: Für besondere Verdienste um die Agrartechnik.

## Bekannte Ausgezeichnete
- Hans Löwe
- Albert Friedrich, 1956
- Hans Lüdecke, 1961
- Hans Schlütter
- Ernst Weichel, 1968[2]
- Gerta Ziegenbein, 1977
- Otto Bode, 1978
- Hans Schön, 1988
- Hermann Auernhammer, 1990
- Martin Förster, Engen 2001
- Andreas Roth, Lohmar 2010[3]